# Gregory Alan Williams
Gregory Alan Williams (Des Moines, 12 giugno 1956) è un attore, scrittore, ex militare e regista statunitense.
È noto principalmente per il ruolo di Garner Ellerbee nella serie televisiva Baywatch.

## Filmografia

### Attore

#### Cinema
- Nico (Above the Law), regia di Andrew Davis (1988)
- Major League - La squadra più scassata della lega (Major League), regia di David S. Ward (1989)
- Uccidete la colomba bianca (The Package), regia di Andrew Davis (1989)
- Nel centro del mirino (In the Line of Fire), regia di Wolfgang Petersen (1993)
- Omicidi occasionali (Stag), regia di Gavin Wilding (1997)
- Caccia al testimone (Acts of Betrayal), regia di Jack Ersgard (1997)
- Il sapore della vittoria (Remember the Titans), regia di Boaz Yakin (2000)
- The Beat, regia di Brandon Sonnier (2003)
- Old School, regia di Todd Phillips (2003)
- A Message from Pops, regia di Edford Banuel Jr. – cortometraggio (2005)
- Be Cool, regia di F. Gary Gray (2005)
- The Last Adam, regia di Edford Banuel Jr. (2006)
- Dirty Laundry, regia di Maurice Jamal (2006)
- Haunting Villisca, regia di James Serpento (2006)
- Dog Days of Summer, regia di Mark Freiburger (2007)
- Grapes on a Vine, regia di Alfred Robbins (2008)
- 142 John Street, regia di Derrick Williams – cortometraggio (2008)
- W., regia di Oliver Stone (2008)
- Mutant Vampire Zombies from the 'Hood!, regia di Thunder Levin (2008)
- 4 Minutes, regia di Dwayne Boyd e Bodie Norton (2009)
- The Collector, regia di Marcus Dunstan (2009)
- Preacher's Kid, regia di Stan Foster (2010)
- Blood Done Sign My Name, regia di Jeb Stuart (2010)
- Good Intentions, regia di Jim Issa (2010)
- MacGruber, regia di Jorma Taccone (2010)
- Stomp the Yard 2: Homecoming, regia di Rob Hardy (2010)
- The Confidant, regia di Alton Glass (2010)
- Unrequited, regia di Jeffrey Day e Jason Epperson (2010)
- Slice, regia di Pierre Edwards (2011)
- Slice 2, regia di Pierre Edwards (2011)
- Jimmy, regia di Mark Freiburger (2013)
- Una famiglia ritrovata (Heart of the Country), regia di John Ward (2013)
- The Painter, regia di Mason Thomas Freeman – cortometraggio (2014)
- Unspoken Words, regia di Henderson Maddox (2014)
- Million Dollar Arm, regia di Craig Gillespie (2014)
- Like a Country Song, regia di Johnny Remo (2014)
- Hear No Evil, regia di Russ Parr (2014)
- The Town Inside, regia di Kareem A. Davis (2014)
- Cat Run 2, regia di John Stockwell (2014)
- Roses, regia di Alex Lerma – cortometraggio (2014)
- Hero, regia di Manny Edwards (2014)
- The Sin Seer, regia di Paul D. Hannah (2015)
- Terminator Genisys, regia di Alan Taylor (2015)
- Adrenaline, regia di Joseph Quinn Simpkins (2015)
- 90 minuti in paradiso (90 Minutes in Heaven), regia di Michael Polish (2015)
- Christmas in the Smokies, regia di Gary Wheeler (2015)
- Sons 2 the Grave, regia di Mykelti Williamson (2015)
- Courting Des Moines, regia di Brent Roske (2016)
- Conspiracy - La cospirazione (Misconduct), regia di Shintaro Shimosawa (2016)
- Miracoli dal cielo (Miracles from Heaven), regia di Patricia Riggen (2016)
- The Accountant, regia di Gavin O'Connor (2016)
- Billy Lynn - Un giorno da eroe (Billy Lynn's Long Halftime Walk), regia di Ang Lee (2016)
- Almost Christmas - Vacanze in famiglia (Almost Christmas), regia di David E. Talbert (2016)
- Il diritto di contare (Hidden Figures), regia di Theodore Melfi (2016)
- Bad Girl, regia di Greg Galloway (2016)
- Mountain Top, regia di Gary Wheeler (2017)
- Created Equal, regia di Bill Duke (2017)
- All Saints, regia di Steve Gomer (2017)
- A Question of Faith, regia di Kevan Otto (2017)
- Geostorm, regia di Dean Devlin (2017)
- Slaw, regia di Matt Green (2017)
- God's Not Dead: A Light in Darkness, regia di Michael Mason (2018)
- Falling in Love Again, regia di Dan Garcia e Mike Mayhall (2018)
- Legal Action, regia di Brent Christy (2018)
- I See You, regia di Adam Randall (2019)
- The World We Make, regia di Brian Baugh e George D. Escobar (2019)
- Freshman Year, regia di Jude Okwudiafor Johnson (2019)
- L'angelo del male - Brightburn (Brightburn), regia di David Yarovesky (2019)
- The Warrant, regia di Brent Christy (2020)
- The Banker, regia di George Nolfi (2020)
- A Father's Legacy, regia di Jason Mac (2020)
- Birdie, regia di Gregory Alan Williams (2021)
- Karen, regia di Coke Daniels (2021)

#### Televisione
- Jackie e Mike (Jack and Mike) – serie TV, episodio 1x04 (1986)
- Delitto a Howard Beach (Howard Beach: Making a Case for Murder), regia di Dick Lowry – film TV (1989)
- Baywatch – serie TV, 54 episodi (1989-1998)
- Le inchieste di padre Dowling (Father Dowling Mysteries) – serie TV, episodio 3x07 (1990)
- Hunter – serie TV, episodi 7x08-7x14 (1990-1991)
- Willy, il principe di Bel-Air (The Fresh Prince of Bel-Air) – serie TV, episodio 1x18 (1991)
- Roc – serie TV, episodio 1x10 (1991)
- Civil Wars – serie TV, episodi 1x02-1x11 (1991-1992)
- Dream On – serie TV, 5 episodi (1992-1994)
- L.A. Law - Avvocati a Los Angeles (L.A. Law) – serie TV, episodio 8x17 (1994)
- University Hospital – serie TV, episodio 1x04 (1995)
- Living Single – serie TV, episodio 3x02 (1995)
- The Parent 'Hood – serie TV, episodio 2x04 (1995)
- Baywatch Nights – serie TV, 21 episodi (1995-1997)
- Il mio amico Alf (Project: ALF), regia di Dick Lowry – film TV (1996)
- L'amore acerbo (No One Would Tell), regia di Noel Nosseck – film TV (1996)
- La signora in giallo (Murder, She Wrote) – serie TV, episodio 12x23 (1996)
- Prove mortali (Dying to Belong), regia di William A. Graham – film TV (1997)
- Mama Flora's Family, regia di Peter Werner – miniserie TV (1998)
- Freedom Song, regia di Phil Alden Robinson – film TV (2000)
- City of Angels – serie TV, 5 episodi (2000)
- I Soprano (The Sopranos) – serie TV, episodi 2x02-3x02-3x08 (2000-2001)
- West Wing - Tutti gli uomini del Presidente (The West Wing) – serie TV, 8 episodi (2000-2002)
- The District – serie TV, 13 episodi (2001-2003)
- Boston Public – serie TV, episodi 1x15-1x17 (2001)
- The Practice - Professione avvocati (The Practice) – serie TV, episodio 8x20 (2004)
- NYPD - New York Police Department (NYPD Blue) – serie TV, episodio 11x22 (2004)
- Crossing Jordan – serie TV, episodio 4x04 (2004)
- Boston Legal – serie TV, episodio 1x11 (2005)
- Invasion - Il giorno delle locuste (Locusts), regia di David Jackson – film TV (2005)
- Detective Monk (Monk) – serie TV, episodio 4x06 (2005)
- One Tree Hill – serie TV, episodio 3x14 (2006)
- Everwood – serie TV, episodio 4x11 (2006)
- The Game – serie TV, 5 episodi (2006-2011)
- Law & Order - Unità vittime speciali (Law & Order: Special Victims Unit) – serie TV, episodio 8x16 (2007)
- Army Wives - Conflitti del cuore (Army Wives) – serie TV, episodi 3x01-3x03 (2009)
- Meet the Browns – serie TV, episodio 2x22 (2009)
- Drop Dead Diva – serie TV, 18 episodi (2009-2014)
- NCIS: Los Angeles – serie TV, episodio 1x23 (2010)
- Past Life – serie TV, episodi 1x01-1x05 (2010)
- Cupido a Natale (Christmas Cupid), regia di Gil Junger – film TV (2010)
- L'ultimo San Valentino (The Lost Valentine), regia di Darnell Martin – film TV (2011)
- Castle – serie TV, episodio 3x14 (2011)
- Terapia d'urto (Necessary Roughness) – serie TV, 28 episodi (2011-2013)
- House of Payne – serie TV, episodi 7x11-9x08 (2011, 2020)
- Hornet's Nest, regia di Millicent Shelton – film TV (2012)
- Somebody's Child, regia di Gary Wheeler – film TV (2012)
- Between Sisters, regia di Roger Melvin – film TV (2013)
- Nashville – serie TV, episodio 1x21 (2013)
- Let the Church Say Amen, regia di Regina King – film TV (2013)
- Teachers, regia di Gary Wheeler – film TV (2013)
- Marry Me for Christmas, regia di Roger Melvin – film TV (2013)
- Second Sight, regia di Michael Cuesta – film TV (2013)
- Reckless – serie TV, episodio 1x04 (2014)
- Finding Carter – serie TV, episodi 1x02-1x11 (2014)
- My Other Mother, regia di Stan Foster – film TV (2014)
- Marry Us for Christmas, regia di Drew Powell – film TV (2014)
- Identity, regia di Gary Fleder – film TV (2014)
- Being Mary Jane – serie TV, episodio 2x02 (2015)
- Secrets and Lies – serie TV, 6 episodi (2015)
- To Hell and Back, regia di Christine Swanson – film TV (2015)
- Satisfaction – serie TV, episodio 2x04 (2015)
- A Baby for Christmas, regia di Rhonda Baraka – film TV (2015)
- Powers – serie TV, 4 episodi (2015-2016)
- The Inspectors – serie TV, 4 episodi (2015-2016)
- Game of Silence – serie TV, 6 episodi (2016)
- Containment – serie TV, 8 episodi (2016)
- Merry Christmas, Baby, regia di Rhonda Baraka – film TV (2016)
- Beat Street, regia di Greg Galloway e Thomas Mikal Ford – film TV (2016)
- Greenleaf – serie TV, 22 episodi (2016-2018)
- Manhunt – serie TV, episodio 1x08 (2017)
- Chicago Med – serie TV, 10 episodi (2017-2021)
- MacGyver – serie TV, episodio 2x19 (2018)
- The Resident – serie TV, episodi 1x02-1x08-1x14 (2018)
- Mr. Mercedes – serie TV, episodio 2x08 (2018)
- Chandler Christmas Getaway, regia di Rhonda Baraka (2018)
- Swamp Thing – serie TV, episodio 1x01 (2019)
- The Righteous Gemstones – serie TV, 16 episodi (2019-in corso)
- Council of Dads – serie TV, episodio 1x06 (2020)
- Will Trent – serie TV, episodio 3x16 (2025)

### Regista
- Birdie (2021)

## Doppiatori italiani
Nelle versioni in italiano delle opere in cui ha recitato, Gregory Alan Williams è stato doppiato da:
- Roberto Draghetti in Drop Dead Diva, Containment, Greenleaf, The Banker
- Massimo Cinque in Baywatch, Baywatch Nights
- Claudio Fattoretto in Nel centro del mirino, Terapia d'urto
- Diego Reggente ne I Soprano, Castle
- Stefano Mondini in L'ultimo San Valentino, The Accountant
- Angelo Nicotra in Conspiracy - La cospirazione, Geostorm
- Maurizio Reti in La signora in giallo
- Emilio Cappuccio in West Wing - Tutti gli uomini del Presidente
- Luciano De Ambrosis ne Il sapore della vittoria
- Paolo Buglioni in Old School
- Wladimiro Grana in Be Cool
- Mario Bombardieri in Detective Monk
- Dario Oppido in Chicago Med
- Alessandro Messina in NCIS: Los Angeles
- Paolo Marchese in Secrets and Lies
- Alessandro Ballico in Terminator Genisys
- Massimo Corvo in L'angelo del male - Brightburn
- Mauro Magliozzi ne Il diritto di contare
- Antonio Palumbo in Will Trent

Da doppiatore è sostituito da:
- Marco Baroni in Aqua Teen Hunger Force